# Домброва (Каменський повіт)
Домброва (пол. Dąbrowa) — село в Польщі, у гміні Свежно Каменського повіту Західнопоморського воєводства.
Населення — 30 осіб (2011).
У 1975-1998 роках село належало до Щецинського воєводства.

## Демографія
Демографічна структура станом на 31 березня 2011 року:
|          | Загалом | Допрацездатний вік | Працездатний вік | Постпрацездатний вік |
| -------- | ------- | ------------------ | ---------------- | -------------------- |
| Чоловіки | 17      | 4                  | 13               | 0                    |
| Жінки    | 13      | 1                  | 9                | 3                    |
| Разом    | 30      | 5                  | 22               | 3                    |